# 반즐리센트럴 (영국 의회 선거구)
반즐리센트럴 (Barnsley Central)은 잉글랜드 사우스요크셔주에 위치한 영국 의회의 옛 선거구이다. 선거비용보전과 선관위원 유형 면에서는 자치주 선거구로 분류되었으며 최대도시는 반즐리였다.
2023년 웨스트민스터 선거구 정기심의 결과 반즐리사우스 선거구로 통합되고 일부 지역은 반즐리노스로 넘어가게 되면서 폐지되었다.

## 지역 정보
반즐리센트럴은 도시 지역구이며 주민의 절대다수가 중하위권 소득층이다. 옛 탄광촌의 공공주택단지가 거의 대부분 속해 있다. 1983년 지역구 신설 이래 노동당 후보가 당선되어 왔으며 텃밭 지역구로 분류된다. 다만 2019년 영국 총선에서는 노동당의 우위격차 득표율이 9.7%까지 줄어드는 모습을 보였다.

## 역사
1983년 영국 총선부터 신설되었으며, 옛 반즐리 지역구를 거의 포괄하고 있다. 역대 국회의원이 모두 노동당 소속이었지만 2010년 5월 에릭 일슬리 의원이 비용 문제로 노동당에서 제명되면서 무소속 지역구가 되었고, 2011년 2월 8일 재보궐선거가 치러졌다.
2011년 1월 12일 일슬리 의원은 지출 관련 사기죄 혐의를 인정하고 국회의원직을 사퇴할 뜻을 밝히고, 2011년 초 재보궐선거를 예고하였다. 2월 8일에는 국회의원 경비 부정청구 혐의로 선고를 앞두고 국회의원직을 사퇴하였다.
2011년 3월 3일 열린 재보궐선거 결과는 노동당의 댄 자비스 후보가 당선된 것으로 나타났다. 총선보다 20% 낮은 투표율을 기록한 이 선거에서 노동당은 득표율은 물론 우위격차도 압도적으로 벌려나간 반면, 보수당은 8.3%만 득표하여 영국 독립당의 12.2%보다도 부진한 모습을 보였다. 2019년 총선에서 자비스 의원은 재선에 성공하였으나 우위격차는 종전의 15,546표에서 3,571표로 급격히 줄어들었다. 대신 브렉시트당 후보가 11,233표 (30.4%)를 득표하여 자비스 후보의 40.1%에 근접하였다.

## 경계
- 1983–1997년: 반즐리구 아즐리, 아서슬리, 센트럴, 몽크브레턴, 노스웨스트, 로이스턴, 사우스웨스트

- 1997–2010년: 반즐리구 아즐리, 아서슬리, 센트럴, 몽크브레턴, 노스웨스트, 로이스턴, 사우스웨스트

- 2010년~2024년: 반즐리구 센트럴, 다턴이스트, 킹스톤, 몽크브레턴, 올드타운, 로이스턴, 세인트헬렌스

반즐리센트럴 지역구는 반즐리시 대부분을 포괄하였다. 웨이크필드, 헴스워스, 반즐리이스트, 페니스톤 스톡스브리지와 접한다.

## 국회의원
| 선거   | 선거        | 의원      | 정당   |
| ------ | ----------- | --------- | ------ |
|        | 1983년      | 로이 맨슨 | 노동당 |
| 1987년 | 에릭 일슬리 |           | 노동당 |
|        | 에릭 일슬리 | 2010년    | 무소속 |
|        | 2011년      | 댄 자비스 | 노동당 |

## 선거
| 선거                                         | 선거 결과 | 선거 결과                                              | 후보               | 후보                           | 정당   | 득표   | %      | ±%    |
| -------------------------------------------- | --------- | ------------------------------------------------------ | ------------------ | ------------------------------ | ------ | ------ | ------ | ----- |
| 2019년 총선 투표수: 36,903 (56.5%) (-4.1)    |           | 노동당 유지 과반 득표: 3,571 (9.7%) -30.1 -27.1% 선회  |                    | 댄 자비스                      | 노동당 | 14,804 | 40.1   | -23.8 |
| 2019년 총선 투표수: 36,903 (56.5%) (-4.1)    |           | 노동당 유지 과반 득표: 3,571 (9.7%) -30.1 -27.1% 선회  | 빅토리아 펠턴      | 브렉시트당                     | 11,233 | 30.4   | 신인   |       |
| 2019년 총선 투표수: 36,903 (56.5%) (-4.1)    |           | 노동당 유지 과반 득표: 3,571 (9.7%) -30.1 -27.1% 선회  | 이프티카 아흐메드  | 보수당                         | 7,892  | 21.4   | -2.7   |       |
| 2019년 총선 투표수: 36,903 (56.5%) (-4.1)    |           | 노동당 유지 과반 득표: 3,571 (9.7%) -30.1 -27.1% 선회  | 윌 새프웰          | 자유민주당                     | 1,176  | 3.2    | +1.8   |       |
| 2019년 총선 투표수: 36,903 (56.5%) (-4.1)    |           | 노동당 유지 과반 득표: 3,571 (9.7%) -30.1 -27.1% 선회  | 라이언 윌리엄스    | 요크셔당                       | 710    | 1.9    | 신인   |       |
| 2019년 총선 투표수: 36,903 (56.5%) (-4.1)    |           | 노동당 유지 과반 득표: 3,571 (9.7%) -30.1 -27.1% 선회  | 도널드 우드        | 무소속                         | 188    | 0.5    | 신인   |       |
| 2017년 총선 투표수: 39,089 (60.6%) (+3.9)    |           | 노동당 유지 과반 득표: 15,546 (39.8%) +5.8 -0.48% 선회 |                    | 댄 자비스                      | 노동당 | 24,982 | 63.9   | +8.2  |
| 2017년 총선 투표수: 39,089 (60.6%) (+3.9)    |           | 노동당 유지 과반 득표: 15,546 (39.8%) +5.8 -0.48% 선회 | 아만다 포드        | 보수당                         | 9,436  | 24.1   | +9.1   |       |
| 2017년 총선 투표수: 39,089 (60.6%) (+3.9)    |           | 노동당 유지 과반 득표: 15,546 (39.8%) +5.8 -0.48% 선회 | 게빈 펠턴          | 영국 독립당                    | 3,339  | 8.5    | -13.2  |       |
| 2017년 총선 투표수: 39,089 (60.6%) (+3.9)    |           | 노동당 유지 과반 득표: 15,546 (39.8%) +5.8 -0.48% 선회 | 리치먼드 트로트맨  | 녹색당                         | 572    | 1.5    | -1.1   |       |
| 2017년 총선 투표수: 39,089 (60.6%) (+3.9)    |           | 노동당 유지 과반 득표: 15,546 (39.8%) +5.8 -0.48% 선회 | 데이비드 리지웨이  | 자유민주당                     | 549    | 1.4    | -0.7   |       |
| 2017년 총선 투표수: 39,089 (60.6%) (+3.9)    |           | 노동당 유지 과반 득표: 15,546 (39.8%) +5.8 -0.48% 선회 | 스티븐 모리스      | 잉글랜드 민주당                | 211    | 0.5    | -0.8   |       |
| 2015년 총선 투표수: 36,560 (56.7%) (+0.2)    |           | 노동당 유지 과반 득표: 12,435 (34.0%) +4.0 -4.3% 선회  |                    | 댄 자비스                      | 노동당 | 20,376 | 55.7   | +8.4  |
| 2015년 총선 투표수: 36,560 (56.7%) (+0.2)    |           | 노동당 유지 과반 득표: 12,435 (34.0%) +4.0 -4.3% 선회  | 리 헌터            | 영국 독립당                    | 7,941  | 21.7   | +17.1  |       |
| 2015년 총선 투표수: 36,560 (56.7%) (+0.2)    |           | 노동당 유지 과반 득표: 12,435 (34.0%) +4.0 -4.3% 선회  | 케이 카터          | 보수당                         | 5,485  | 15.0   | -2.3   |       |
| 2015년 총선 투표수: 36,560 (56.7%) (+0.2)    |           | 노동당 유지 과반 득표: 12,435 (34.0%) +4.0 -4.3% 선회  | 마이클 쇼트        | 녹색당                         | 938    | 2.6    | 신인   |       |
| 2015년 총선 투표수: 36,560 (56.7%) (+0.2)    |           | 노동당 유지 과반 득표: 12,435 (34.0%) +4.0 -4.3% 선회  | 존 리지웨이        | 자유민주당                     | 770    | 2.1    | -15.2  |       |
| 2015년 총선 투표수: 36,560 (56.7%) (+0.2)    |           | 노동당 유지 과반 득표: 12,435 (34.0%) +4.0 -4.3% 선회  | 데이브 깁슨        | 노동조합원 사회주의 연합       | 573    | 1.6    | 신인   |       |
| 2015년 총선 투표수: 36,560 (56.7%) (+0.2)    |           | 노동당 유지 과반 득표: 12,435 (34.0%) +4.0 -4.3% 선회  | 이언 서튼          | 잉글랜드 민주당                | 477    | 1.3    | 신인   |       |
| 2011년 재보궐 투표수: 24,219 (36.5%) (-20.0) |           | 노동당 유지 과반 득표: 11,771 (48.6%)                  |                    | 댄 자비스                      | 노동당 | 14,724 | 60.8   | +13.5 |
| 2011년 재보궐 투표수: 24,219 (36.5%) (-20.0) |           | 노동당 유지 과반 득표: 11,771 (48.6%)                  | 제인 콜린스        | 영국 독립당                    | 2,953  | 12.2   | +7.5   |       |
| 2011년 재보궐 투표수: 24,219 (36.5%) (-20.0) |           | 노동당 유지 과반 득표: 11,771 (48.6%)                  | 제임스 호크니      | 보수당                         | 1,999  | 8.3    | = -9.0 |       |
| 2011년 재보궐 투표수: 24,219 (36.5%) (-20.0) |           | 노동당 유지 과반 득표: 11,771 (48.6%)                  | 에니스 달튼        | 브리튼 국민당                  | 1,463  | 6.0    | -2.9   |       |
| 2011년 재보궐 투표수: 24,219 (36.5%) (-20.0) |           | 노동당 유지 과반 득표: 11,771 (48.6%)                  | 토니 디보이        | 무소속                         | 1,266  | 5.2    | +3.6   |       |
| 2011년 재보궐 투표수: 24,219 (36.5%) (-20.0) |           | 노동당 유지 과반 득표: 11,771 (48.6%)                  | 도미닉 카먼        | 자유민주당                     | 1,012  | 4.2    | -13.1  |       |
| 2011년 재보궐 투표수: 24,219 (36.5%) (-20.0) |           | 노동당 유지 과반 득표: 11,771 (48.6%)                  | 케빈 리들러프      | 잉글랜드 민주당                | 544    | 2.2    | 신인   |       |
| 2011년 재보궐 투표수: 24,219 (36.5%) (-20.0) |           | 노동당 유지 과반 득표: 11,771 (48.6%)                  | 하울링 라우드 호프 | 괴수 발광 괴짜당               | 198    | 0.8    | 신인   |       |
| 2011년 재보궐 투표수: 24,219 (36.5%) (-20.0) |           | 노동당 유지 과반 득표: 11,771 (48.6%)                  | 마이클 볼 데이비스 | 무소속                         | 60     | 0.2    | 신인   |       |
| 2010년 총선 투표수: 37,001 (56.5%) (+8.8)    |           | 노동당 유지 과반 득표: 11,093 (30.0%) -14.5            |                    | 에릭 일슬리                    | 노동당 | 17,487 | 47.3   | -10.4 |
| 2010년 총선 투표수: 37,001 (56.5%) (+8.8)    |           | 노동당 유지 과반 득표: 11,093 (30.0%) -14.5            | 크리스토퍼 위건    | 자유민주당                     | 6,394  | 17.3   | +0.7   |       |
| 2010년 총선 투표수: 37,001 (56.5%) (+8.8)    |           | 노동당 유지 과반 득표: 11,093 (30.0%) -14.5            | 피어스 템페스트    | 보수당                         | 6,388  | 17.3   | +4.0   |       |
| 2010년 총선 투표수: 37,001 (56.5%) (+8.8)    |           | 노동당 유지 과반 득표: 11,093 (30.0%) -14.5            | 이언 서튼          | 브리튼 국민당                  | 3,307  | 8.9    | +4.4   |       |
| 2010년 총선 투표수: 37,001 (56.5%) (+8.8)    |           | 노동당 유지 과반 득표: 11,093 (30.0%) -14.5            | 도널드 우드        | 무소속                         | 732    | 2.0    | -2.1   |       |
| 2010년 총선 투표수: 37,001 (56.5%) (+8.8)    |           | 노동당 유지 과반 득표: 11,093 (30.0%) -14.5            | 토니 디보이        | 무소속                         | 610    | 1.6    | 신인   |       |
| 2010년 총선 투표수: 37,001 (56.5%) (+8.8)    |           | 노동당 유지 과반 득표: 11,093 (30.0%) -14.5            | 테런스 로빈슨      | 틀:정당색/영국을 확인해 주세요 | 356    | 1.0    | 신인   |       |

2019년 총선 당시 브렉시트당의 득표율은 반즐리센트럴 선거구의 결과가 전국 최대치였다. 또 반즐리센트럴 지역구에서 노동당 이외의 후보로는 최다 득표율을 기록했다.

### 2000년대
| 선거                                       | 선거 결과 | 선거 결과                                              | 후보            | 후보          | 정당   | 득표   | %    | ±%   |
| ------------------------------------------ | --------- | ------------------------------------------------------ | --------------- | ------------- | ------ | ------ | ---- | ---- |
| 2005년 총선 투표수: 28,615 (47.2%) (+1.4)  |           | 노동당 유지 과반 득표: 12,732 (44.5%) -10.4 5.2% 선회  |                 | 에릭 일슬리   | 노동당 | 17,478 | 61.1 | -8.5 |
| 2005년 총선 투표수: 28,615 (47.2%) (+1.4)  |           | 노동당 유지 과반 득표: 12,732 (44.5%) -10.4 5.2% 선회  | 밀스 크롬프턴   | 자유민주당    | 4,746  | 16.6   | +1.9 |      |
| 2005년 총선 투표수: 28,615 (47.2%) (+1.4)  |           | 노동당 유지 과반 득표: 12,732 (44.5%) -10.4 5.2% 선회  | 피터 모럴       | 보수당        | 3,813  | 13.3   | +0.2 |      |
| 2005년 총선 투표수: 28,615 (47.2%) (+1.4)  |           | 노동당 유지 과반 득표: 12,732 (44.5%) -10.4 5.2% 선회  | 조프리 브로들리 | 브리튼 국민당 | 1,403  | 4.9    | 신인 |      |
| 2005년 총선 투표수: 28,615 (47.2%) (+1.4)  |           | 노동당 유지 과반 득표: 12,732 (44.5%) -10.4 5.2% 선회  | 도널드 우드     | 무소속        | 1,175  | 4.1    | 신인 |      |
| 2001년 총선 투표수: 27,543 (45.8%) (-13.9) |           | 노동당 유지 과반 득표: 15,130 (54.9%) -12.7 +6.3% 선회 |                 | 에릭 일슬리   | 노동당 | 19,181 | 69.6 | -7.4 |
| 2001년 총선 투표수: 27,543 (45.8%) (-13.9) |           | 노동당 유지 과반 득표: 15,130 (54.9%) -12.7 +6.3% 선회 | 앨런 하틀리     | 자유민주당    | 4,051  | 14.7   | +5.2 |      |
| 2001년 총선 투표수: 27,543 (45.8%) (-13.9) |           | 노동당 유지 과반 득표: 15,130 (54.9%) -12.7 +6.3% 선회 | 이언 매코드     | 보수당        | 3,608  | 13.1   | +4.0 |      |
| 2001년 총선 투표수: 27,543 (45.8%) (-13.9) |           | 노동당 유지 과반 득표: 15,130 (54.9%) -12.7 +6.3% 선회 | 헨리 래치       | 사회주의연맹  | 703    | 2.6    | 신인 |      |

### 1980~1990년대
| 선거                                       | 선거 결과 | 선거 결과                                              | 후보               | 후보        | 정당   | 득표   | %    | ±%   |
| ------------------------------------------ | --------- | ------------------------------------------------------ | ------------------ | ----------- | ------ | ------ | ---- | ---- |
| 1997년 총선 투표수: 36,485 (59.7%) (-10.8) |           | 노동당 유지 과반 득표: 24,501 (67.2%) +17.6 +7.5% 선회 |                    | 에릭 일슬리 | 노동당 | 28,090 | 77.0 | +6.2 |
| 1997년 총선 투표수: 36,485 (59.7%) (-10.8) |           | 노동당 유지 과반 득표: 24,501 (67.2%) +17.6 +7.5% 선회 | 사이먼 거터리지    | 보수당      | 3,589  | 9.1    | -8.7 |      |
| 1997년 총선 투표수: 36,485 (59.7%) (-10.8) |           | 노동당 유지 과반 득표: 24,501 (67.2%) +17.6 +7.5% 선회 | 대런 핀리          | 자유민주당  | 3,481  | 9.5    | -1.2 |      |
| 1997년 총선 투표수: 36,485 (59.7%) (-10.8) |           | 노동당 유지 과반 득표: 24,501 (67.2%) +17.6 +7.5% 선회 | 제임스 월시        | 국민투표당  | 1,325  | 3.6    | 신인 |      |
| 1992년 총선 투표수: 39,056 (70.5%) (+0.5)  |           | 노동당 유지 과반 득표: 19,361 (49.6%) +0.9 0.5% 선회   |                    | 에릭 일슬리 | 노동당 | 27,048 | 69.3 | +2.5 |
| 1992년 총선 투표수: 39,056 (70.5%) (+0.5)  |           | 노동당 유지 과반 득표: 19,361 (49.6%) +0.9 0.5% 선회   | 데이비드 N. 시니어 | 보수당      | 7,687  | 19.7   | +1.6 |      |
| 1992년 총선 투표수: 39,056 (70.5%) (+0.5)  |           | 노동당 유지 과반 득표: 19,361 (49.6%) +0.9 0.5% 선회   | 스티븐 R. 카우턴   | 자유민주당  | 4,321  | 11.1   | -4.1 |      |
| 1987년 총선 투표수: 37,548 (70.0%) (+3.7)  |           | 노동당 유지 과반 득표: 19.051 (48.7%) +9.9             |                    | 에릭 일슬리 | 노동당 | 26,139 | 66.8 | +7.0 |
| 1987년 총선 투표수: 37,548 (70.0%) (+3.7)  |           | 노동당 유지 과반 득표: 19.051 (48.7%) +9.9             | 비비언 프레이스    | 보수당      | 7,088  | 18.1   | -2.9 |      |
| 1987년 총선 투표수: 37,548 (70.0%) (+3.7)  |           | 노동당 유지 과반 득표: 19.051 (48.7%) +9.9             | 수전 홀랜드        | 자유당      | 5,928  | 15.1   | -4.0 |      |
| 1983년 총선 투표수: 36,532 (66.3%)         |           | 노동당 승리 과반 득표: 14,173 (38.8%)                  |                    | 로이 맨슨   | 노동당 | 21,487 | 59.8 |      |
| 1983년 총선 투표수: 36,532 (66.3%)         |           | 노동당 승리 과반 득표: 14,173 (38.8%)                  | 하워드 S. 올드필드 | 보수당      | 7,674  | 21.0   |      |      |
| 1983년 총선 투표수: 36,532 (66.3%)         |           | 노동당 승리 과반 득표: 14,173 (38.8%)                  | 수전 홀랜드        | 자유당      | 7,674  | 21.0   |      |      |

## 같이 보기
- 사우스요크셔주의 의회 선거구 목록